# Бане Опачић
Бранислав Бане Опачић (Инђија, 26. августа 1977) српски је композитор, текстописац и кантаутор. Познат је као хуманитариста и филантроп. Од 2012. године је члан Удружења композитора Србије. Аутор је више од 1500 песама за извођаче различитих музичких жанрова. Свој први солистички концерт одржао је 11. маја 2018. године у Сава центру.
Само неки од извођача и неке од приближно 1500 песама које као аутор потписује Бане Опачић: 
- Жељко Васић — „Без милости”, „Воли ме и не воли ме”
- Дадо Глишић — „Сто беспућа”, „Копија”
- Саша Ковачевић — „Рука за спас”, „Једина си вредела”, „Живим да те волим”[18]
- Дарко Радовановић[19] — „Ако је до мене (дует са Иваном Селаков)”,[20] „Сањам те”, „Дукат”, „Време да се растаје”[19]
- Лексингтон бенд — „Добро да није неко веће зло”,[21] „Донеси”,[22] „Годинама”, „Пијане усне”, „Како је тако је”, „Ја те срећом частим”, „Да ме мало хоће (дует са Банетом Опачићем)”[23]
- Гоца Тржан — „Срећо нечија”, „Страшило”, „Волео си скота”, „Глуве усне”
- Марија Шерифовић — „Паметна и луда”,[24][25] „11”,[26][27] „Своја и твоја”[28]
- Џенан Лончаревић — „Лаку ноћ”,[29] „Одавде до неба”
- Мирза Селимовић — „Имаш ме”[30]
- Адил Максутовић — „Веруј у нас”
- Лапсус бенд — „Хендикепиран”, „Будало”,[31] „Лажо”
- Драгана Мирковић — „Од милион један”[17][32]

## Биографија и каријера
Бане Опачић је склоност ка музици показао још у основној школи када је почео да компонује и пише своје прве песме. После завршетка основне и средње школе у свом родном месту сели се за Нови Сад где уписује Факултет за менаџмент и бизнис пословање, али га музика, као апсолвента, одвлачи у Београд. Своју професионалну каријеру је започео 2001. године на фестивалу у Херцег Новом где је својим дебитантским остварењем освојио награду публике.
Аутор је више од 1500 песама за извођаче различитих музичких жанрова. Његове ауторске почетке обележили су више него успешни албуми Даде Глишића, Саше Ковачевића са којих се песме „Сто беспућа”, „Копија”, „Рука за спас”, „Једина си вредела” и данас емитују на најслушанијим радио станицама у земљи. Песма „Рука за спас” је 2007. године добила награду за хит године као награду композитору и текстописцу. Опачић је био један од најближих сарадника Дарка Радовановића а њихову сарадњу је крунисао дует „Ако је до мене” који је проглашен за хит те године од стране свих утицајних медија. На том, испоставиће се последњем албуму, нашле су се песме „Сањам те”, „Дукат”, „Време да се растаје” и друге, које су овај албум и прерано преминулог извођача заувек склониле од заборава. Са Лексингтон бендом ствара један потпуно нови музички израз и овај бенд је већ након два изузетно успешна албума прави свој велики солистички концерт у Београду. Песме попут „Добро да није неко веће зло”, „Донеси”, „Годинама”, „Пијане усне”, „Како је тако је” и многе друге успоставиле су Опачића као једног од најзначајнијих композитора своје генерације. Након више него успешног повратка са песмама „Срећо нечија”, „Страшило”, „Волео си скота”, „Глуве усне”, Гоца Тржан и Бане Опачић су унели једну нову свежину на поп сцену Србије. Марија Шерифовић и Опачић започињу своју сарадњу песмом „Паметна и луда” и стварају потпуно нови правац у поп музици са готово поетским текстовима што и јесте одлика Опачићевог стваралаштва од најранијих дана. „Воли ме и не воли ме”, „Лаку ноћ”, „11”, „Имаш ме”, „Веруј у нас”, „Живим да те волим”, „Одавде до неба”, „Ја те срећом частим”, нижу се једна за другом песме које освајају својом зрелошћу и специфичним стилом текстуалног изражавања. Између свих тих наслова Опачић са још једним бендом прави праву сензацију и песмама „Хендикепиран”, „Будало”, „Лажо”, избацује у први план нову музичку сензацију Лапсус бенд. Пионир је новог начина презентације песама и путем своје веома праћене инстаграм странице успева да за рекордно време лансира овај бенд у сам врх естрадне регионалне сцене. Својим специфичним изразом у стварању као и у извођењу својих композиција скреће пажњу великог броја људи који препознају једну потпуно зрелу и снажну интерпретативну емоцију.
Од 2012. године члан је престижног Удружења композитора Србије.
У сусрет ЛОИ у Рију 2016. године објављена је химна олимпијског тима Србије под називом „Кућа хероја” за коју је Опачић потписао музику и текст.
Бане Опачић је публику на свом солистичком концерту одржаном у Сава центру 11. маја 2018. године водио кроз својеврсни времеплов свог дугогодишњег стваралаштва а својом интерпретацијом на један потпуно својствен начин осликао своје текстове дубином ствараоца који извлачи једну нову емотивну димензију из својих песама које је стварао за друге скоро две деценије.
Године 2019. након дужег боравка на Куби започиње песмама „Скоте још те волим” са Лапсус бендом, „Не враћа се љубав никад” са Џенаном Лончаревићем, „Љубав мање” са Милицом Тодоровић и многе друге. Остварује сарадњу и са младом и талентованом Илмом Карахмет чије песме „Ништа твоје” и „Неко није” праве огроман успех и освајају бројне награде.
Био је музички продуцент „Радија С” као и жири на радијском фестивалу на поменутом радију. Такође је био у жирију музичког такмичења „Звезде Гранда” као и музички продуцент „Старс” такмичења. Добио је награду за најбољег композитора за 2019. годину.
Ожењен је и живи у Београду, у складном браку са супругом Марином Нином Опачић од 2012. године.